# Fulicoffula rallina
Espèce
Synonymes
- Nirmus rallinus Denny, 1842 (protonyme)

Fulicoffula rallina est une espèce de poux de la famille des Philopteridae. On le trouve notamment sur certaines espèces d'oiseaux comme celles de la famille des Rallidae.

## Systématique
L'espèce Fulicoffula rallina a été initialement décrite en 1842 par Henry Denny (d) sous le protonyme de Nirmus rallinus.

## Étymologie
Son nom spécifique, rallina, lui a été donné en référence à l'espèce parasitée sur laquelle ce pou a été trouvé (le Râle d'eau, Rallus aquaticus).

## Publication originale
- Henry Denny, Monographia anoplurorum Britanniae (œuvre écrite), Henry George Bohn, 1842, [lire en ligne].